# Frigga coronigera
Frigga coronigera là một loài nhện trong họ Salticidae.
Loài này thuộc chi Frigga. Frigga coronigera được Carl Ludwig Koch miêu tả năm 1846.